# سادک (استان اشوی‌داشکسیه)
سادک (به لهستانی: Sadek) یک منطقهٔ مسکونی در لهستان است که در گمینا پینگچوف واقع شده‌است. سادک ۲۴۰ نفر جمعیت دارد.